# Rob O’Gara
Robert Dominick „Rob“ O’Gara (* 6. Juli 1993 in Nesconset, New York) ist ein ehemaliger US-amerikanischer Eishockeyspieler, der im Verlauf seiner aktiven Karriere zwischen 200 und 2021 unter anderem 33 Spiele für die Boston Bruins und New York Rangers in der National Hockey League (NHL) auf der Position des Verteidigers bestritten hat. Darüber hinaus absolvierte O’Gara weitere 208 Partien in der American Hockey League (AHL).

## Karriere
O’Gara spielte als Jugendlicher bei verschiedenen Teams auf Long Island, ehe er ab 2010 für zwei Jahre im High-School-Eishockeyteam der Milton Academy aktiv war. Nach Abschluss der High School, in deren Verlauf er im NHL Entry Draft 2011 in der fünften Runde an 151. Stelle von den Boston Bruins aus der National Hockey League ausgewählt worden war, zog es den Verteidiger an die renommierte Yale University. Dort lief er parallel zu seinem Studium für das Eishockeyprogramm der Universität in der ECAC Hockey, einer Division im Spielbetrieb der National Collegiate Athletic Association, auf. Mit diesem errang er in seinem Freshman-Jahr die nationale Meisterschaft, die zugleich die erste in der Geschichte der Universität war. In den folgenden drei Jahren entwickelte sich O’Gara zu einem der defensivstärksten Abwehrspieler der gesamten NCAA und wurde mit zahlreichen Berufungen in diverse Auswahlteams der ECAC Hockey und Ivy League bedacht.
Als Folge wurde er Ende März 2016 von den Boston Bruins mit einem auf drei Jahre befristeten NHL-Einstiegsvertrag ausgestattet und kam fortan für Bostons Farmteam, die Providence Bruins, in der American Hockey League (AHL) zum Einsatz. Für diese absolvierte O’Gara zum Ende der Saison 2015/16 fünf Partien, in denen ihm ein Tor gelang. Durch gute Leistungen im saisonvorbereitenden Trainingslager erarbeitete er sich einen Platz im Kader der Boston Bruins zu Beginn der Spielzeit 2016/17 und debütierte dort in Bostons Auftaktpartie. Nach drei NHL-Einsätzen kehrte der Verteidiger vorerst in die AHL zurück.
Nach etwa zwei Jahren in der Organisation der Bruins wurde O’Gara im Februar 2018 samt einem Drittrunden-Wahlrecht für den NHL Entry Draft 2018 an die New York Rangers abgegeben, die im Gegenzug Nick Holden nach Boston schickten. Dort beendete er die Saison, kam ab der Spielzeit 2018/19 jedoch nur noch beim Hartford Wolf Pack in der AHL zum Einsatz, sodass sein auslaufender Vertrag im Sommer 2019 nicht verlängert wurde. In der Folge schloss er sich im August 2019 der San Antonio Rampage an und unterzeichnete dort einen auf die AHL beschränkten Kontrakt. Der Defensivspieler verblieb bis Anfang Dezember 2019 bei den Rampage, ehe er zum Ligakonkurrenten Springfield Thunderbirds transferiert wurde. Dort beendete er die Saison und wechselte in der Folge im Januar 2021 zu den Hershey Bears, für die er bis zum Ende der Saison 2020/21 aktiv war. Anschließend beendete er seine aktive Karriere.

## Erfolge und Auszeichnungen
| - 2013 NCAA-Division-I-Championship mit der Yale University - 2014 All-Ivy League Second Team - 2015 NCAA East First All-American Team - 2015 ECAC Best Defensive Defenseman - 2015 ECAC First All-Star Team | - 2015 All-Ivy League First Team - 2016 ECAC Best Defensive Defenseman - 2016 All-Ivy League First Team - 2016 NCAA East Second All-American Team |

## Karrierestatistik
(Legende zur Spielerstatistik: Sp oder GP = absolvierte Spiele; T oder G = erzielte Tore; V oder A = erzielte Assists; Pkt oder Pts = erzielte Scorerpunkte; SM oder PIM = erhaltene Strafminuten; +/− = Plus/Minus-Bilanz; PP = erzielte Überzahltore; SH = erzielte Unterzahltore; GW = erzielte Siegtore; 1 Play-downs/Relegation; Kursiv: Statistik nicht vollständig)